# Marszalczycy
Marszalczycy (Marszalezi, Ebon; lokalna nazwa: ri-M̧ajeļ) – rdzenna ludność Wysp Marshalla, odłam Mikronezyjczyków. W 1996 r. ich liczebność wynosiła ok. 55 tysięcy.
Posługują się językiem marszalskim z grupy mikronezyjskiej wielkiej rodziny austronezyjskiej, w użyciu jest także angielski i japoński. Dzielą się na dwie grupy etnograficzne: Ralik (Rajlik; zachodnia) i Ratak (Rachtak; wschodnia).
Tradycyjnie zajmują się ręczną uprawą roli (palma kokosowa, pandan, taro, drzewo chlebowe) i rybołówstwem. Rozwinęli tradycje żeglarskie. Z rzemiosł wykształciło się tkactwo i plecionkarstwo; znany jest też 
tatuaż. Niektórzy są zatrudnieni w administracji państwowej, wielu obsługuje kontyngent amerykańskiej bazy wojskowej.
W większości są protestantami, pewna część to katolicy. Ich religia nacechowana jest też elementami tradycyjnych wierzeń. Rodzime wierzenia obejmują kulty przodków, bogów i duchów; elementy magii. Mają bogaty folklor, w tym mitologię.
Struktura społeczna opiera się na rodach matrylinearnych.